# Pietro Bocconcelli
Pietro Bocconcelli (Pesaro, 4 maggio 1998) è un cestista italiano.

## Carriera
Nato a Pesaro e cresciuto cestisticamente nella Victoria Libertas, team della sua città natale con cui ha più colte raggiunto le finali nazionali a livello giovanile, Bocconcelli si è rivelato subito una promessa, nel 2017 esordisce infatti in serie A per poi passare alla Sangiorgese, in serie B, dove chiude alla seconda annata si rivela protagonista con 13.5 punti e 3 rimbalzi a partita. Da là passa alla Virtus Padova, sempre in serie B, con cui rimane altri due campionati e dove sostanzialmente conferma le stesse cifre, rendimento che lo portano alla chiamata di Ravenna che lo vuole in A2. Il 12 gennaio 2023 l'annuncio del passaggio al Basket Mestre 1958.Poi nel 2024 si trasferisce a Pallacanestro Crema (B Nazionale)